# Старокрещенское сельское поселение (Новоторъяльский район)
Старокрещенское се́льское поселе́ние — упразднённое муниципальное образование в Новоторъяльском районе Марий Эл Российской Федерации.
Административный центр — деревня Старокрещено.

## История
Статус и границы сельского поселения установлены Законом Республики Марий Эл от 18 июня 2004 года № 15-З «О статусе, границах и составе муниципальных районов, городских округов в Республике Марий Эл».
Закон Республики Марий Эл от 1 апреля 2009 года":

## Состав сельского поселения
| №  | Населённый пункт | Тип населённого пункта          | Население |
| -- | ---------------- | ------------------------------- | --------- |
| 1  | Веденькино       | деревня                         | 35        |
| 2  | Верхний Кожлаял  | деревня                         | 36        |
| 3  | Кандашбеляк      | деревня                         | 32        |
| 4  | Кокшамбал        | деревня                         | 0         |
| 5  | Кузнецы          | деревня                         | 327       |
| 6  | Кукмарь          | деревня                         | 19        |
| 7  | Нижний Кожлаял   | деревня                         | 52        |
| 8  | Ноли Кукмарь     | деревня                         | 66        |
| 9  | Нуренер          | деревня                         | 13        |
| 10 | Ошканер          | деревня                         | 68        |
| 11 | Сидыбаево        | деревня                         | 1         |
| 12 | Старокрещено     | деревня, административный центр | 222       |
| 13 | Эркансола        | деревня                         | 1         |
| 14 | Ялпаево          | деревня                         | 5         |